# Adam Putnam
Pour l’article homonyme, voir Putnam.
Adam Hughes Putnam est un homme politique américain né le 31 juillet 1974. Membre du Parti républicain, il est élu à la Chambre des représentants des États-Unis de 2001 à 2011 puis commissaire à l'Agriculture de Floride de 2011 à 2019.

## Biographie

### Origines et débuts en politique
Adam Putnam est issue d'une riche famille, propriétaire de plantations d'agrumes et de ranchs à Bartow dans le centre de la Floride. Diplômé de l'université de Floride en 1995, il entre l'année suivante à la Chambre des représentants de Floride, en faisant basculer un siège détenu par les démocrates. À 22 ans, il est alors la plus jeune personne jamais élue pour siéger au sein de la législature de Floride.
Lorsque Charles T. Canady (en) choisit de quitter son siège à la Chambre des représentants des États-Unis, Putnam se présente à sa succession dans le 12e district de Floride autour de Lakeland. En novembre 2000, il est élu avec 57 % des voix face au démocrate Michael D. Stedem. À l'âge de 26 ans, il devient le plus jeune représentant au Congrès. En 2007, il devient président de la conférence républicaine, le 3e poste au sein du parti à la Chambre des représentants.

### Commissaire à l'Agriculture de Floride

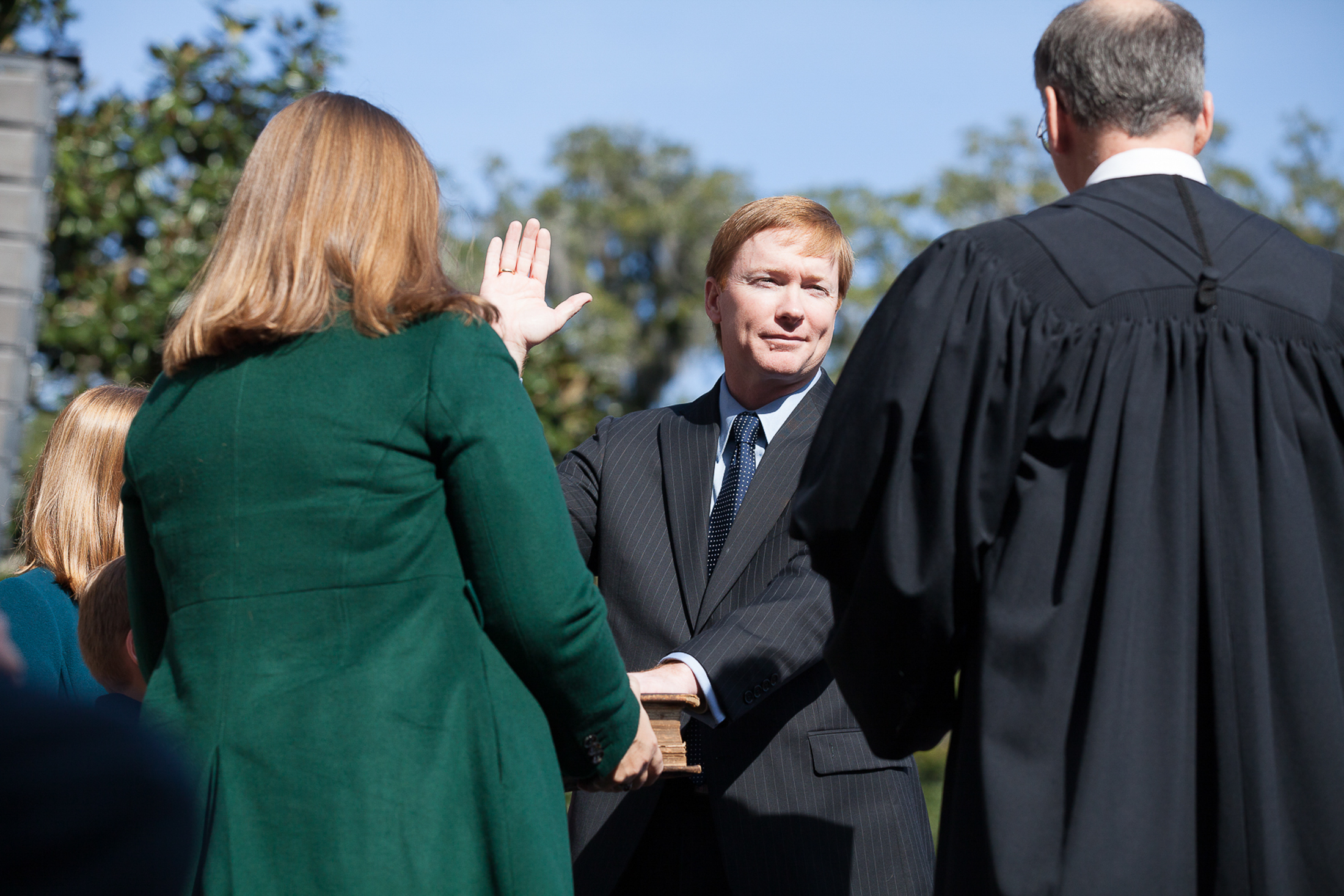
Putnam prêtant serment pour un deuxième mandat de commissaire en 2015.

Putnam est élu commissaire à l'Agriculture de Floride en 2010, ce que beaucoup d'observateurs analysent comme une étape avant une candidature au poste de gouverneur. Il est réélu en 2014 en rassemblant près de 59 % des voix face au démocrate Thad Hamilton. À ce poste, il développe la distribution de produits agricoles floridiens dans les cantines de l'État et supervise la campagne Fresh From Florida, promouvant les produits locaux. Il est cependant critiqué pour des erreurs commises par son administration lors de la délivrance de permis de port d'arme,.
En mai 2017, Putnam officialise sa candidature au poste de gouverneur de Floride pour les élections de 2018. Disposant de plus de sept millions de dollars pour sa campagne, il est alors considéré comme le favori dans le camp républicain. Il reçoit l'appui de la majorité de l'establishment du Parti républicain de Floride, en réussissant notamment à écarter la candidature du président de la Chambre des représentants Richard Corcoran. En juin 2018, son adversaire républicain Ron DeSantis reçoit le soutien du président Donald Trump, qui prend alors la tête des sondages. Même s'il dépense plus de 37 millions de dollars, le double de DeSantis, Putnam est largement battu lors de la primaire républicaine. Il ne rassemble que 37 % des suffrages contre 56 % pour DeSantis.
DeSantis est finalement élu gouverneur et la démocrate Nikki Fried lui succède au poste de commissaire à l'Agriculture.

### Après la politique
En mars 2019, Putnam prend la tête de l'association Ducks Unlimited, qui milite pour la préservation des zones humides et dont il est adhérent depuis l'adolescence. Il quitte alors la Floride pour Memphis (Tennessee), avec son épouse et leurs quatre enfants.